# O Único Argumento Possível em Apoio a uma Demonstração da Existência de Deus
O Único Argumento Possível em Apoio a uma Demonstração da Existência de Deus (em alemão:  Der einzig mögliche Beweisgrund zu einer Demonstration des Daseins Gottes) é um livro de Immanuel Kant, publicado em 1763. Foi publicado durante o período anterior da filosofia de Kant, frequentemente referido como o período "pré-crítico", durante o qual ele expressou poucas dúvidas sobre a possibilidade de uma metafísica racional conduzida no sistema filosófico Leibniziano-Wolffiano que dominou a filosofia alemã naquela época. Kant mais tarde passou a ver este período de sua carreira filosófica como um "sono dogmático".

Em O Único Argumento Possível, Kant questiona tanto o argumento ontológico para Deus (como proposto por Santo Anselmo) quanto o argumento do desígnio. Kant argumenta que a possibilidade interna de todas as coisas pressupõe alguma existência:
Consequentemente, deve haver algo cuja inexistência cancelaria qualquer possibilidade interna. Isso é uma coisa necessária.
Kant então argumenta que essa coisa necessária deve ter todas as características comumente atribuídas a Deus. Portanto, Deus existe necessariamente. Este passo a priori no argumento de Kant é seguido por um passo a posteriori, no qual ele estabelece a necessidade de um ser absolutamente necessário. Ele argumenta que a própria matéria contém os princípios que dão origem a um universo ordenado , e isso nos leva ao conceito de Deus como um Ser Supremo, que "abarca em si tudo o que pode ser pensado pelo homem". "Deus inclui tudo o que é possível ou real".:141
"[A] revisão muito substancial e favorável publicada por Mendelssohn ... foi responsável por estabelecer a reputação de Kant na Alemanha como um grande filósofo.":page lx